# Yelch Baseball Field
Yelch Baseball Field – stadion baseballowy w Airai na Palau. Używany jest głównie meczów baseballu. Swoje mecze rozgrywają na nim drużyna Airai Baseball Team. 